# Centre français des études éthiopiennes
 (juillet 2019).
Si vous disposez d'ouvrages ou d'articles de référence ou si vous connaissez des sites web de qualité traitant du thème abordé ici, merci de compléter l'article en donnant les références utiles à sa vérifiabilité et en les liant à la section « Notes et références ».
Le Centre français des études éthiopiennes (CFEE) est un centre de recherche conjoint du ministère des Affaires étrangères (MAE - UMIFRE 23) et du Centre national de la recherche scientifique (CNRS - USR 3137), basé à Addis-Abeba. Marie Bridonneau a été directrice de 2018 à 2022. Elle a succédé à David Ambrosetti (2014 - 2018). Jean-Nicolas Bach a exercé les fonctions de directeur de 2022 à 2024. Depuis 2024, Constance Perrin-Joly dirige le CFEE.
Les travaux conduits au CFEE portent sur la Corne de l'Afrique, dans toutes les disciplines des Sciences humaines et sociales, des Sciences de la terre et des Sciences de l'environnement.

## Historique
Le CFEE fait suite à la Maison des études éthiopiennes créée par l'anthropologue Jacques Bureau, intégrée au réseau des UMIFRE en 1991. Elle a elle-même succédé à la Section d'archéologie du gouvernement impérial éthiopien, fondée en 1952 et composée d’experts français,. En 2007, la Maison des études éthiopiennes devient le Centre français des études éthiopiennes et l’Unité de service et de recherche 3137, à la suite de sa contractualisation par le CNRS.
Il a été dirigé par l'ethnologue Jacques Bureau, par l'historien Bertrand Hirsch, par le politologue Gérard Prunier, par l'historien François-Xavier Fauvelle, par l'anthropologue Éloi Ficquet, par l'archéologue Jean-François Breton et par le politologue David Ambrosetti. La directrice actuelle est la géographe Marie Bridonneau.

## Localisation
Le CFEE est installé dans le quartier de JanMeda d'Addis-Abeba, entre l’hôpital Ménélik et Sidist Kilo.

## Domaines et missions
Les activités du CFEE concernent les domaines des Sciences de la terre, de la Paléontologie, de l’Archéologie, des Sciences humaines et sociales et des Sciences de l'environnement. La zone de compétence du CFEE s'étend à l'Éthiopie, l'Érythrée, au Somaliland, à Djibouti et au Soudan du Sud.
Historiquement, le CFEE a surtout investi les champs des sciences paléo-anthropologiques, historiques et sociales. Ces dernières années, le centre a considérablement développé ses recherches dans le domaine contemporain, sur des sujets tels que les migrations, le développement urbain, les politiques patrimoniales, la place des femmes dans la société, ou encore les questions de paix et de sécurité dans la Corne de l’Afrique[réf. nécessaire]. 

### Axes de recherche

#### Axe 1. Environnement, échanges et techniques dans la longue durée
- Dynamiques du rifting dans l’Afar (Éthiopie-Djibouti)
- Mission paléoanthropologique dans l’Omo (Omo Group Research Expedition)
- Préhistoire récente dans la Corne de l’Afrique
- Ethno-Archéologie

#### Axe 2. Matérialités, cultures de l’écrit et histoire orale
- Archéologie historique en Éthiopie : formations politiques, cultures, religions
- Écritures de l’histoire et pratiques de l’écrit dans la Corne : strates, intersections, décloisonnements

#### Axe 3. Transformations sociales et politiques dans la Corne de l’Afrique contemporaine
- Les migrations de/dans la Corne de l’Afrique
- L’État développemental au concret dans l’Éthiopie contemporaine : pratiques administratives, idéologies étatiques et rapports aux acteurs internationaux
- Paix et sécurité : conflits dans la Corne, opérations de paix, organisations internationales

#### Programmes transversaux
- La construction du patrimoine éthiopien
- Femmes et genre dans la Corne de l’Afrique : constructions et dynamiques sociales

### Diffusion
Afin d'exposer les avancées de ces recherches, le CFEE organise tout au long de l'année des séminaires et des ateliers de recherche. Il participe ou soutient aussi à l'organisation de manifestations scientifiques (ateliers, journées d’étude, colloques internationaux) organisées en Éthiopie, dans la Corne de l’Afrique et parfois en dehors de la région.
Le CFEE présente aussi des expositions temporaires, et a participé à la conception de l'exposition Million Years of Life and Culture in Ethiopia au Musée national d’Éthiopie, à Addis-Abeba, en partenariat avec l’Authority for Research and Conservation of Cultural Heritage et l’Ambassade de France en Éthiopie, inaugurée le 3 décembre 2014.
Enfin, le CFEE publie une fois par an les Annales d’Éthiopie, revue scientifique internationale, ainsi que des ouvrages scientifiques et de vulgarisation sur l’Éthiopie et les autres pays de la Corne de l’Afrique.

### Soutien à la recherche
Le CFEE s’appuie sur des relations partenariales anciennes avec de nombreuses institutions éthiopiennes, telles que l’ARCCH (Authority for Research and Conservation of the Cultural Heritage) ou l’IES (Institute of Ethiopian Studies), mais aussi plusieurs universités éthiopiennes, comme l'université d’Addis Abeba, l'université de Mekelle et l'université de Debre Berhan.
Le CFEE soutient les échanges universitaires, à travers l'octroi de bourses à des étudiants éthiopiens et français en Master ou en thèse.
Il apporte également un soutien matériel aux nombreux chercheurs et étudiants français et étrangers effectuant des missions dans le pays.

## Ressources
La Bibliothèque d’études éthiopiennes Berhanou Abebe est au cœur de la vie du CFEE, nommée en mémoire de l'érudit éthiopien Berhanou Abebe. Elle propose de nombreuses références, scientifiques ou de fiction, portant sur la Corne de l'Afrique, recouvrant un éventail de disciplines large : plus de 8 200 livres, dont une centaine de livres anciens, et 1130 volumes de périodiques, en langues européennes, en amharique ou en guèze. 
Elle possède également une cartothèque, destinée à la préparation des missions de recherche, ainsi qu'un précieux fonds de presse, constitué de sept collections complètes de journaux éthiopiens publiés en amharique ou en anglais, et archivés depuis 1934 pour les plus anciennes. 
Ce fonds fait de la bibliothèque du CFEE l’une des plus importantes bibliothèques de recherche sur la région.

## Publications

### LesAnnales d’Éthiopie
Fondée en 1955 par la Section d’archéologie du gouvernement éthiopien, la Revue franco-éthiopienne d’archéologie et d’études classiques est publiée jusqu’en 1990, avant d'être relancée en 2000, par le Centre français des études éthiopiennes, sous le nom des Annales d'Éthiopie. La revue s’est ouverte à tous les champs des sciences humaines et sociales en Éthiopie et dans les pays de la Corne de l’Afrique, tout en conservant une ouverture vers la paléontologie et les sciences de l’environnement. 
Les Annales d’Éthiopie constituent l’une des principales revues internationales et pluridisciplinaires sur l’Éthiopie et la Corne de l’Afrique, éditée et publiée en collaboration avec Les Editions de Boccard. Les numéros sont archivés en ligne sur le site public et gratuit Persee.fr un an après leur publication. La revue accepte et publie des articles en anglais et en français.

### LesAnnales d’Éthiopie Hors-Série
Les hors-séries des Annales d'Éthiopie sont des monographies ou des recueils d’études, en français, présentant les résultats de recherches sur l'Éthiopie et la Corne de l'Afrique dans des disciplines telles que l’histoire, l’archéologie ou la paléontologie. 
Cinq numéros ont été publiés, en collaboration avec les Editions de Boccard :
- François-Xavier Fauvelle-Aymar et Bertrand Hirsch (dir.), Espaces musulmans dans la Corne de l’Afrique au Moyen Âge, Annales d’Éthiopie Hors-Série no 1, CFEE & Editions de Boccard, 2011, 155 p.
- Marie-Laure Derat et Anne-Marie Jouquand, Gabriel, une église médiévale d’Éthiopie, Annales d’Éthiopie Hors-Série no 2, CFEE & Editions de Boccard, 2012, 413 p.
- François-Xavier Fauvelle-Aymar et Bertrand Poissonnier (dir.), La culture shay d’Éthiopie (Xe – XIVe siècle). Recherches archéologiques et historiques sur une élite païenne, Annales d’Éthiopie Hors-Série no 3, CFEE & Editions de Boccard, 2012, 253 p.
- Roger Joussaume, Mégalithisme dans le Chercher en Éthiopie, Annales d’Éthiopie Hors-Série no 4, CFEE & Editions de Boccard, 2014, 202 p.
- Jean-François Breton (avec la collaboration de Jean-Claude Bessac), Les bâtisseurs des deux rives de la mer Rouge / Builders across the Red Sea. Traditions et innovations architecturales du IXe siècle avant J.-C. au VIe siècle après J.-C, Annales d’Éthiopie Hors-Série no 5, CFEE & Editions de Boccard, 2015, 307 p. (in English & French)

### LesCity-Guides
Le CFEE publie également une collection de guides en anglais sur les sites urbains à valeur patrimoniale (Gondar, Dire Dawa et quartier Piazza d’Addis Abeba déjà disponibles), distribués en Éthiopie par Shama Books. Il s’agit d’ouvrages de vulgarisation dont les auteurs sont des chercheurs qui ont acquis une certaine expérience des villes éthiopiennes et qui partagent leurs connaissances en dévoilant l’atmosphère singulière de plusieurs quartiers choisis de chaque ville.
- Thomas Osmond, N. Deleau, J. Le Péchon, Dire Dawa, 2013
- Anaïs Wion, Sisay Sahile, S. Hardy, J. Le Péchon, M. J. Ramos, Gondar, 2014
- D. Harre, Wondimagegn Gashaw, J. Le Péchon, Addis Ababa Old Piazza, CFEE / Lit Verlag / Shama Books, 2017

### Les co-publications
Le CFEE participe à la rédaction ou à l'édition d’ouvrages à caractère scientifique sur l’Éthiopie et les pays de la Corne de l’Afrique, qu'il co-publie :
- Berhanou Abebe, Histoire de l’Éthiopie d’Axoum à la Révolution, Paris, Maisonneuve & Larose/CFEE, 1998
- Gérard Prunier (ed.), L’Éthiopie contemporaine, Paris, Karthala/CFEE, 2007
- Sabine Planel, La chute d’un Éden éthiopien. Le Wolaita, une campagne en recomposition, Paris, IRD Editions, 2008
- Bertrand Hirsch, Bernard Roussel (eds.), Le Rift est-africain. Une singularité plurielle, Paris, IRD Editions, 2010
- Estelle Sohier, Portraits controversés d’un prince éthiopien : Iyasu 1897-1935, Apt, L’Archange minotaure, 2011
- Estelle Sohier, Le roi des rois et la photographie. Politique de l’image et pouvoir royal en Éthiopie sous le règne de Ménélik II, Paris, Publications de la Sorbonne, 2012
- Eloi Ficquet et Wolbert G. C. Smidt (eds.), The Life and Times of Lïj Iyasu of Ethiopia. New Insights, Zürich, Lit, 2014
- Guillaume Blanc, Une histoire environnementale de la nation. Regards croisés sur les parcs nationaux du Canada, d’Éthiopie et de France, Paris, Publications de la Sorbonne, 2015
- Eloi Ficquet, Ahmed Hassen Omer, Thomas Osmond (eds.), Movements in Ethiopia/Ethiopia in Movement. Proceedings of the 18th International Conference of Ethiopian Studies, Los Angeles, CFEE/Addis Ababa University Press/Tsehai Publishers, 2 vol, 2016